# Kemal Pașazade
Kemal Pașazade, cunoscut și sub numele de Ibn Kemal, pe numele său real Șemseddin Ahmed, (n. 15 mai 1469, Edirne, Imperiul Otoman – d. 16 aprilie 1534, Constantinopol, Imperiul Otoman) a fost un istoric, jurist si poet Otoman.

## Viața

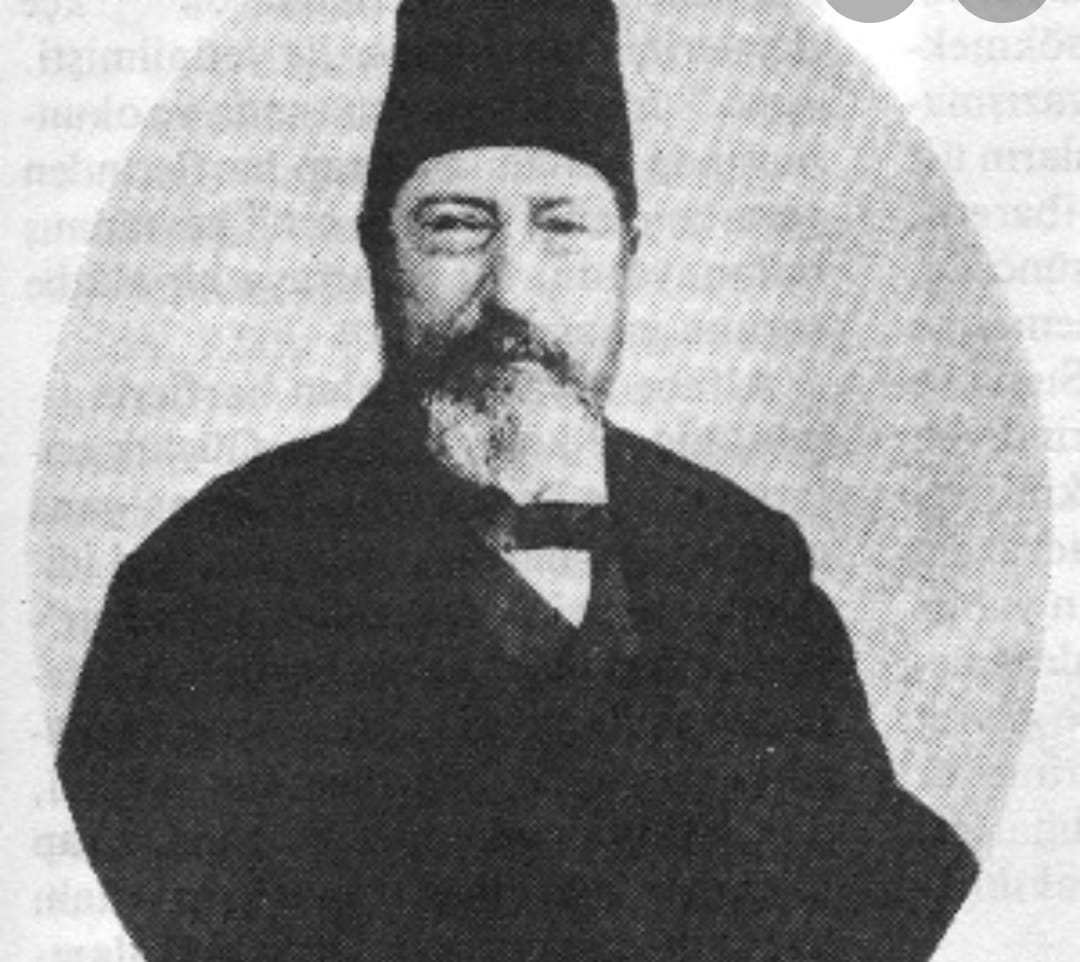

Locul nașterii acestuia nu este întocmai cunoscut, unele surse susținând că acesta este născut in Tokat, alte surse susținând că este născut in Edirne.
Kemal Pașazade este născut intr-o familie cunoscută, unde tatăl său, Süleyman Çelebi (1474), făcea parte din curtea Printului Baiazid. Acesta are rădăcini Iraniene, mama sa provenind din Iran.
Încă din tinerețe, acesta a servit armatei, studiind limba și literatura arabă și persană de la savanții Amasyei, s-a alăturat clasei militare, sub funcția de cavaler. Acesta a studiat la numeroase instituții(Madrasa) de-alungul anilor.
Kemal Pașazade a învățat la ' Sahın-ı Semîn' la Istanbul,pentru o vreme, ulterior întorcându-se la Edirne, fiind numit profesor la Madrasa Sultanului Baiazid,mai târziu ocupând funcția de 'Kadı' din Edirne (1515).
El a devenit un savant foarte respectat si cunoscut, fiind-ui comandat de către conducătorul otoman Baiazid al II-lea să scrie o istorie otomană 'Tevārīh-i-i Āl OSMAN,( „Cronicile Casei lui Osman“).
In 1516, în timpul domniei lui Selim I, el a fost numit în funcția de judecător militar al Anatoliei.
In timpul profesiei sale, cel mai cunoscut elev al acestuia a fost Ebussuud Efendi.
Kemal Pașazade, a obținut în timpul domniei lui Süleyman Magnificul, unul dintre cele mai importante posturi, și anume cel de 'Shaykh al-Islām'(1526), post pe care l-a ocupat până la decesul său în anul 1534.

## Opera
Kemal Pashazade a lăsat în urma sa aproximativ două sute de lucrări poezii, proză în persană, arabă și turcă. Acesta a scris despre diverse subiecte, cum ar fi : rugăciune, literatura, istorie, drept musulman etc. Una dintre piesele sale descriptive în limba arabă fiind lăsată neterminată.
Principala lucrare a lui Kemal Pașazâde în domeniul istoriei este 'Tevârîh-i Âl-i Osman' (Cronicile Casei lui Osman). În timp ce Baiazid i-a dat lui İdris-i Bitlisî sarcina de a scrie o istorie otomană în limba persană, acesta i-a cerut lui Kemal Pașazâde să scrie o istorie în limba turcă pe care toată lumea să o poată înțelege, rasplâtind-ul pe acesta cu 30.000 de monede.
Kemal Pașazade a scris câte un volum (caiet), separat pentru perioada fiecărui sultan care a domnit , în acest fel aducând istoria sa în opt volume până la evenimentele din 916 (1510). Mai târziu, la cererea lui Suleiman Magnificul, și-a continuat munca de unde a lăsat-o.
Ca și istoriile otomane asemănătoare, 'Tevârîh-i Âl-i Osman' (Cronicile Casei lui Osman) este o lucrare în care predomină evenimentele politice, evenimentele fiind descrise în ordine cronologică.
'Tevârîh-i Âl-i Osman'. A rămas o lucrare cunoscută după nume, dar nu a fost folosită ca sursă până în secolul al XIX-lea.
Un lucru observabil în istoriografia lui Kemal Pașazade este îțelegerea lui asupra turcilor și turcității. Autorul nu insultă aceste concepte și nu include denumiri jignitoare. Când vorbește despre armată,se referă la termenul „soldat turc, turc”. În plus, îi deosebește pe turci și turkmeni unul de celălalt, considerându-i pe otomani drept turci.
Deși Kemal Pașazade este in principal cunoscut precum un istoric, acesta este un savant si un poet foarte talentat. A scris numeroase comentarii academice despre Coran, tratate de jurisprudența și teologie și filozofie musulmană, iar pe perioada șederii sale in Egipt, acesta a tradus din arabă lucrările istoricului egiptean, Ibn Taghribirdi.
De asemenea,o alta opera cunoscuta de a sa în limba arabă, este lucrarea filologică intitulată "Daqāʿiq al-Haqāʿiq" (Sutilitățile adevărurilor).
' Daqāʿiq al-Haqāʿiq' i-a fost dedicată lui İbrahim Pașa, această opera explicând aproape patru sute de cuvinte cu origini persane.
Una dintre cele mai importante lucrări ale sale în limba turcă este 'Tarih-i Al-i Osman' (Cronicile Casei lui Osman) care cuprinde timpurile începând cu nașterea Imperiului Otoman până la zilele de după victoria lui Mohac (1526). O altă operă semnificativă tradusă în limba turcă este de asemenea 'Shurutu’s-Salat', care este un poem lung format din șaptezeci și opt de cuplete.